# Zorzines ochracea
Zorzines ochracea är en fjärilsart som beskrevs av Inoue 1992. Zorzines ochracea ingår i släktet Zorzines och familjen nattflyn. Inga underarter finns listade i Catalogue of Life.